# إميليو هكتور رودريغيز
إميليو هكتور رودريغيز هو فنان كوبي، ولد في 26 سبتمبر 1950 في سانكتي سبريتوس في كوبا.